# سیارک ۶۲۴۶
سیارک ۶۲۴۶ (به انگلیسی: 6246 Komurotoru، نامگذاری:1990VX2) شش هزار و دویست و چهل و ششمین سیارک کشف شده‌است که در ۱۳ نوامبر ۱۹۹۰ کشف شد.
قدر مطلق سیارک برابر ۱۳٫۰۰ است.